# Estación de Les Agnettes
La estación de Les Agnettes es una estación del metro de París situada en los límites de las comunas de Asnières-sur-Seine y de Gennevilliers al norte de la capital. 

## Historia
La estación fue inaugurada el 14 de junio de 2008. Forma parte de la última ampliación de la línea 13. Debe su nombre a su ubicación en un lugar llamado Les Agnettes.

## Descripción
Es una estación moderna, con un diseño más cercano a las estaciones de la línea 14 que al clásico diseño del metro parisino. Se compone de dos vías y de dos andenes laterales. Las paredes usan un revestimiento que dan a la estación su color crema. En cuanto a la iluminación corre a cargo de numerosos brazos metálicos con varios puntos de luz que se apoyan en las paredes y recorren ambos andenes. Además, diversas pasarelas y estructuras sobrevuelan las vías. 